# Allocapnia sandersoni
Allocapnia sandersoni är en bäcksländeart som beskrevs av William Edwin Ricker 1952. Allocapnia sandersoni ingår i släktet Allocapnia och familjen småbäcksländor. Inga underarter finns listade i Catalogue of Life.